# Elizabeth Awut Ngor
Elizabeth Awut Ngor est une évêque anglicane sud-soudanaise. Elle est évêque assistante (en) dans le diocèse de Rumbek de l'Église épiscopale du Soudan du Sud (en). Elle est consacrée par Daniel Deng Bul, et devient la troisième évêchesse anglicane consacrée en Afrique et la première au Soudan du Sud. Sa consécration soulève des polémiques, le Groupe de travail sur les femmes dans l'épiscopat constitué pour réfléchir à la question des femmes dans l'épiscopat recommandant en 2017 dans son rapport de conserver  la pratique de choisir des hommes comme évêques.

## Biographie
Elizabeth Awut Ngor est consacrée évêchesse le 31 décembre 2016 par Daniel Deng Bul (en) archevêque de Juba,,. Ce dernier indique « It was in my dream to ordain a woman as bishop in the Episcopal Church of South Sudan and Sudan before I leave ».
Elle est la première femme à devenir évêque dans une province de la Communion anglicane qui s'aligne sur la GAFCON,, un mouvement anglican conservateur qui désapprouve l'homosexualité et soutient la complémentarité des rôles entre hommes et femmes et limite leurs rôles de leaders et l'ordination des femmes dans la communion anglicane (en). Elle est la troisième femme à accéder à cette fonction en Afrique après Ellinah Ntombi Wamukoya, élue évêque du diocèse du Swaziland le 18 juillet 2012 et Margaret Vertue  élue le 12 octobre 2012 dans le diocèse anglican de False Bay,.

## Controverse
La consécration d'Awut Ngor en tant qu'évêque est annoncée publiquement après le départ à la retraite de Daniel Deng en janvier 2018,. Sa consécration n'est cependant pas secrète : elle fréquente la Chambre des évêques du Soudan du Sud et est inscrite dans les demandes de prière du diocèse sœur de son diocèse (le diocèse de Salisbury dans l'Église d'Angleterre),.
Sa consécration est controversée. Lors d'une réunion des primats du GAFCON en 2014, il est convenu de ne pas consacrer de femmes évêques tant qu'un groupe de travail sur la question n'a pas terminé son rapport,. Deng n'assiste pas à cette réunion de primats. Le groupe de travail est autorisé en avril 2015 et prend le nom de « Groupe de travail sur les femmes dans l'épiscopat ». Le président du groupe de travail est Samson Mwaluda, et deux femmes sont intégrées à ce groupe : Ruth Senyonyi, dirigeante de la Mother’s Union in Uganda ; et Kara Hartley, diacre et archidiacre du diocèse de Sydney,.
Il rend son rapport en avril 2017 dont la recommandation est de continuer à ne consacrer que des hommes. Cette conclusion est acceptée par les primats GAFCON,,.